# 4598 Coradini
4598 Coradini è un asteroide della fascia principale. Scoperto nel 1985, presenta un'orbita caratterizzata da un semiasse maggiore pari a 2,9997338 UA e da un'eccentricità di 0,1054291, inclinata di 9,92631° rispetto all'eclittica.
L'asteroide è dedicato ai fratelli Angioletta e Marcello Coradini, per i loro contributi alla ricerca e alla divulgazione astronomica.